# 23 v.Chr.
Het jaar 23 v.Chr. is een jaartal volgens de christelijke jaartelling. 

## Gebeurtenissen

### Italië
- In Rome worden Caesar Augustus en Aulus Terentius Varro Murena, gekozen tot consul van het Imperium Romanum.
- Augustus hervormt het principaat en geeft het consulaat uit handen. De Senaat benoemt hem tot tribunicia potestas.
- Hervorming van het muntenstelsel door keizer Augustus. De as behoort, samen met de dupondius (2 as), sestertius (4 as), denarius (16 as) en aureus (400 as) tot de meest gangbare munten.

### Palestina
- Herodes de Grote benoemt Simon ben Boëthus tot Hogepriester van de Joodse tempel in Jeruzalem.

## Geboren
- Herodes Archelaüs, ethnarch (vazalkoning) van Judea

## Overleden
- Marcus Claudius Marcellus, praetor en neef van Gaius Julius Caesar Octavianus (Augustus)